# San Martín del Rey Aurelio

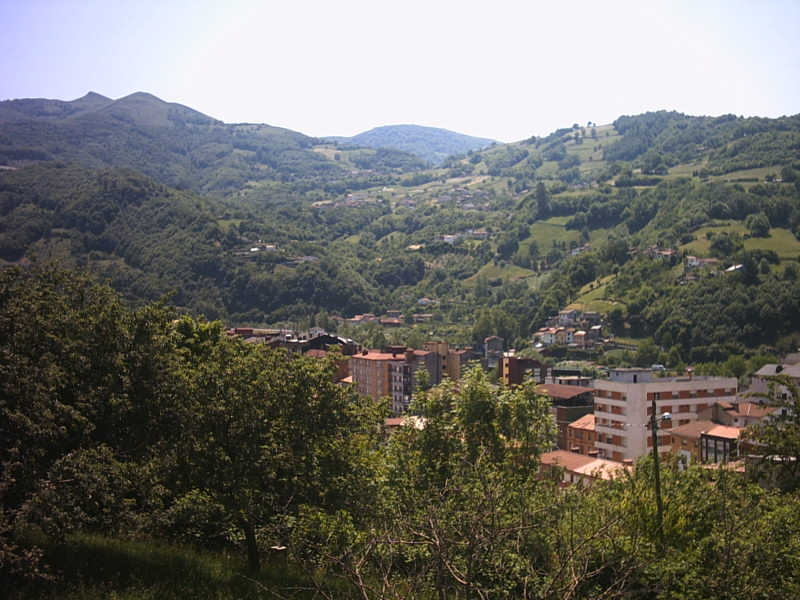
Blick auf Blimea

San Martín del Rey Aurelio ist eine Gemeinde in der autonomen Region Asturien im Nordwesten Spaniens.

## Lage
Die Gemeinde ist begrenzt von Siero im Norden, im Westen von Langreo, im Osten von Bimenes und Laviana im Süden von Mieres und Laviana.

## Geschichte

### Bis zum Mittelalter
Wie beinahe überall in Asturien bestätigen Funde aus der Bronzezeit die frühe Besiedelung der Region.
 Mehrere Wallburgen und Hügelgräber aus der Eisenzeit und danach, sind noch heute zu sehen.
 Auch die Römer hatten hier eine bedeutende Straße, die entlang dem Rio Navia führte. Noch immer bestehen Brücken, welche bis heute genutzt werden.

### Bis heute
Der Name San Martín del Rey Aurelio führt angeblich auf den König Aurelio I zurück, der im Frühmittelalter das Königreich Asturien (der Legende nach von San Martin aus) regierte. San Martin war jedoch verwaltungstechnisch dem benachbarten Langreo unterstellt.
 Im 18. Jahrhundert machte die Region während der spanischen Unabhängigkeitskrieges und der Carlistenaufstände wieder von sich reden.
1845 hat die Kohleförderung unter dem Engländer William Partington begonnen. Um den steigenden Kohlebedarf zu decken, kaufte ein Stahlkocher im Umkreis nach und nach Zechen auf, 1900 auch die inzwischen Pozo Sotòn genannte Santa-Ana-Zeche. Ihr heutiges Gesicht erhielt sie im Zuge einer umfassenden Modernisierung in den Jahren 1917 bis 1923, während die Schächte zugleich sehr viel tiefer getrieben wurden. Bis zu 1.500 Beschäftigte zählte der Grubenbetrieb, der 1967 verstaatlicht wurde und noch 47 Jahre aktiv blieb. Am 1. Februar 2013 begann das Verfahren zur Anerkennung als Industriedenkmal. Heute zählt die Zeche Pozo Sotòn zu den 100 bedeutendsten Industriedenkmalen in Spanien und kann von den Besuchern nur mit bergmännischer Ausrüstung besichtigt werden. Seit 2017 vom ERIH – European Route Industrial Heritage – als Ankerpunkt in Europa für seine kulturellen und touristischen Werte anerkannt.

## Wappen
- links oben: das Engelskreuz
- links unten: Sarkophag von König Aurelio
- rechts oben: Symbol der zehn Kadetten (infanzones) von Langreo (hier werden 11 dargestellt)
- rechts unten: Über den Symbolen des Bergbaues und der Industrie, das Siegeskreuz

## Geographie

### Grund und Boden
Der überwiegend aus Kalk-, Schiefer und Sandstein bestehende Untergrund mit den reichen Vorkommen an Kohle und Erz sind typisch für diese Region.

### Gewässer
Die Gemeinde wird vom Río Nalón durchquert.

### Klima

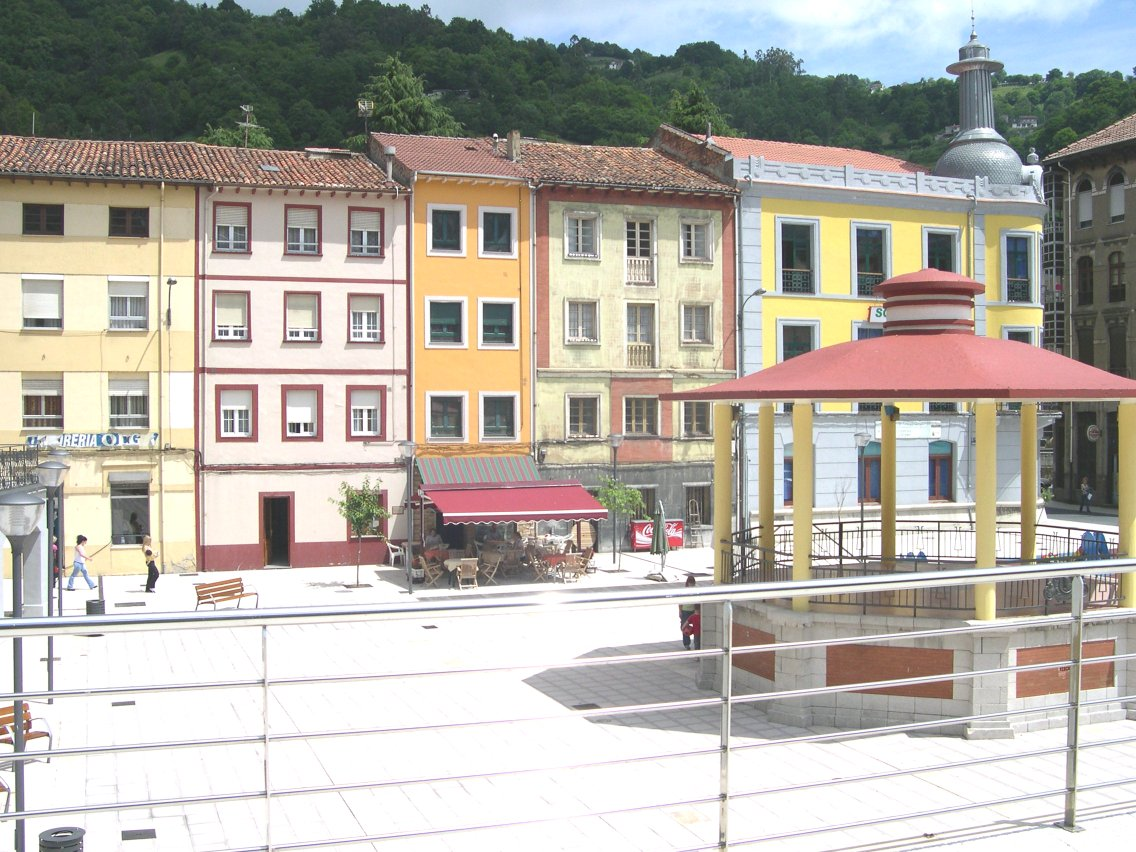
Der Marktplatz der Hauptstadt

Wie in weiten Teilen Asturiens herrscht durch die Nähe zum Golfstrom hier ein beinahe mediterranes Klima mit warmen, trockenen Sommern aber kalten Wintern vor, im Herbst kommt es mitunter zu relativ starken Stürmen.

## Politik
Die 2007 auf 17 reduzierten Sitze des Gemeinderates verteilen sich wie folgt:
| Partei                              | 1979 | 1983 | 1987 | 1991 | 1995 | 1999 | 2003 | 2007 | 2011 | 2015 | 2019 | 2023 |
| ----------------------------------- | ---- | ---- | ---- | ---- | ---- | ---- | ---- | ---- | ---- | ---- | ---- | ---- |
| PSOE                                | 11   | 13   | 9    | 11   | 11   | 12   | 11   | 9    | 7    | 7    | 8    | 6    |
| CD / AP / PP                        |      | 3    | 2    | 3    | 6    | 4    | 6    | 5    | 5    | 2    | 2    | 3    |
| PCE / IU-BA / IU-Más País-IAS       | 7    | 5    | 6    | 6    | 4    | 4    | 4    | 3    | 4    | 5    | 5    | 5    |
| Somos SMRA/ Podemos                 |      |      |      |      |      |      |      |      |      | 3    | 1    | 0    |
| Agrupación de Electores de Samartín |      |      |      |      |      |      |      |      |      |      |      | 2    |
| Arranca San Martín                  |      |      |      |      |      |      |      |      |      |      |      | 1    |
| Ciudadanos                          |      |      |      |      |      |      |      |      |      |      | 1    |      |
| FAC                                 |      |      |      |      |      |      |      |      | 1    |      |      |      |
| URAS / URAS-PAS                     |      |      |      |      |      | 1    |      |      |      |      |      |      |
| UCD / CDS                           | 3    |      | 4    | 1    |      |      |      |      |      |      |      |      |
| Total                               | 21   | 21   | 21   | 21   | 21   | 21   | 21   | 17   | 17   | 17   | 17   | 17   |

## Wirtschaft
Der Bergbau ist seit alters her einer der größten Arbeitgeber der Region, ansonsten ist wie in weiten Teilen Asturiens die Landwirtschaft der größte Erwerbszweig. Speziell die Viehwirtschaft hat hier den größten Anteil. Durch die Lage am Rio Nalón ist die Tourismusindustrie speziell für Naturliebhaber sehr stark im Wachstum begriffen. Handel und Produktion findet überwiegend in mittelständischen Betrieben statt.
| | Beschäftigte | Anteil in Prozent |
| --- | ------------ | ----------------- |
| TOTAL | 3.475        | 100               |
| Ackerbau, Viehzucht und Fischerei                                                                        | 28           | 0,81              |
| Industrie                                                                                                | 664          | 19,11             |
| Bauwirtschaft                                                                                            | 365          | 10,50             |
| Dienstleistungsbetriebe                                                                                  | 2.418        | 69,58             |
| * Daten Stand 2009. (PDF; 111 kB), SADEI – Statistisches Amt für Wirtschaftliche Entwicklung in Asturien |              |                   |

## Bevölkerungsentwicklung
Quelle: INE - Daten aufbereitet für Wikipedia

## Sehenswürdigkeiten

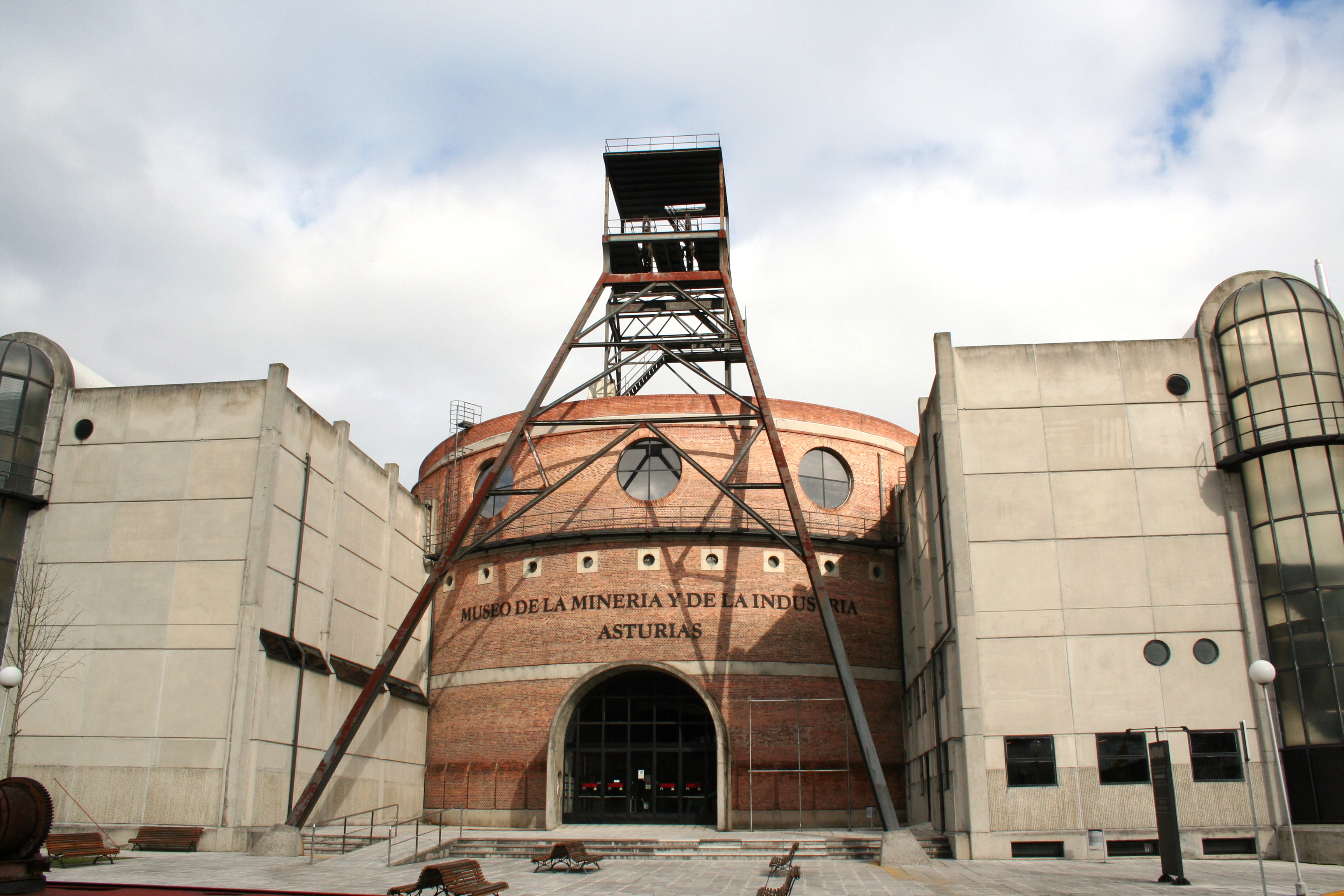
Minenmuseum Asturiens

- Asturisches Bergbaumuseum
- Kapelle San Roque

## Feste
In der Gemeinde sind jeden Monat mehrere Veranstaltungen, der aktuelle Veranstaltungskalender findet sich auf der Website der Stadt unter dem Reiter FESTEJOS.

## Parroquias
Die Gemeinde ist in 5 Parroquias unterteilt.
- Blimea
- Cocañín
- Linares
- Rey Aurelio
- Santa Bárbara

## Persönlichkeiten
- Ángeles Flórez Peón (1918–2024), auch bekannt unter dem Spitznamen „Maricuela“, Krankenschwester, Politikerin und Autorin, wurde im Ort geboren.